# 彭特沃特鎮區 (密歇根州)
彭特沃特鎮區（英語：Pentwater Township）是位於美國密歇根州奧希阿納縣的一個行政鎮區。

## 地方資料
彭特沃特鎮區的面積為36.70平方千米，當中陸地面積為34.80平方千米，而水域面積為1.90平方千米。根據2020年美國人口普查的數據，當地共有人口1652人，而人口密度為每平方千米45.01人。